# Kappa1 Lupi
Kappa1 Lupi (κ1 Lupi / κ1 Lup) è una stella nella costellazione del Lupo, di magnitudine apparente è +3,85. Dista 180 anni luce dal sistema solare e, al contrario di molte altre stelle della costellazione, come ad esempio α Lupi e β Lupi, non fa parte dell'associazione stellare Scorpius-Centaurus, distante oltre il doppio rispetto a Kappa1 Lupi. 

## Caratteristiche fisiche
Kappa1 Lupi è una stella bianco-azzurra di sequenza principale di tipo spettrale B9,5Vne, classificata come stella Be per via del disco circumstellare che la circonda, formato da gas perso dalla stella e dovuto alla sua alta velocità di rotazione, caratteristica comune a questo tipo di stelle. Ha una massa circa tripla rispetto al Sole, un raggio 3,4 volte superiore ed una temperatura superficiale di poco superiore ai 10.000 K.